# Michael Anderson (basket-ball)
Pour les articles homonymes, voir Anderson et Michael Anderson (homonymie).
Michael Levin Anderson, né le 23 mars 1966, à Philadelphie, en Pennsylvanie, est un ancien joueur américain de basket-ball. Il évolue durant sa carrière au poste de meneur.

## Palmarès
- MVP de la Liga ACB 1995-1996.